# Овсянников, Владимир Анатольевич
Владимир Анатольевич Овсянников (22 ноября 1961, Чкаловск, Нижегородская область) — российский политический деятель, депутат Государственной Думы Федерального Собрания Российской Федерации IV (2003—2007), V (2007—2008) и VI созывов (2011—2015; сложил полномочия досрочно летом 2013 года), первый заместитель руководителя фракции ЛДПР в Государственной Думе Федерального Собрания Российской Федерации. Более 10 лет живет в Москве.

## Биография
Родился в 1961 году в городе Чкаловске Горьковской области.
Окончил Всесоюзный юридический заочный институт в 1996 году.
Работал в городской администрации Прокопьевска Кемеровской области.
К 1999 году имел незаконченное высшее образование.
В 1999 году возглавил Кемеровское региональное отделение ЛДПР и получил статус помощника депутата Государственной думы.
В апреле 1999 года баллотировался на выборах депутатов Совета народных депутатов Кемеровской области. Выборы состоялись 18 апреля 1999 года, получить депутатский мандат Овсянникову не удалось.
В мае 1999 года Овсянников баллотировался в мэры города Прокопьевска, однако смог набрать лишь 4,74 % голосов пришедших на избирательные участки избирателей.
В декабре 1999 года на выборах в Государственную думу баллотировался в депутаты Госдумы с составе «Блока Жириновского». Шёл под номером 4 в составе Сибирского регионального списка (после Логинова, Вишнякова и Кривельской). Избран не был.
В 2003 году был помощником депутата Государственной Думы Федерального Собрания Российской Федерации Евгения Логинова.
В декабре 2003 года избран депутатом Государственной Думы Федерального Собрания Российской Федерации 4 созыва по федеральному списку ЛДПР. Входил во фракцию ЛДПР, в комитет ГД по обороне. Был членом комиссии ГД ФС РФ по рассмотрению расходов федерального бюджета, направленных на обеспечение обороны и государственной безопасности РФ.
В 2004—2005 годах Овсянников поддерживал одного из предпринимателей, обвиняемого в хранении контрафактных дисков с компьютерными играми. Когда сотрудники правоохранительных органов пришли с обыском на склад предпринимателя, то обнаружили, что помещение закрыто и на нем появилась табличка «Общественная приемная депутата Государственной думы Владимира Овсянникова». В дальнейшем Владимир Овсянников направил депутатский запрос в Генеральную прокуратуру о незаконных методах ведения расследования в отношении этого предпринимателя.
В 2006 году возглавил Омское региональное отделение ЛДПР.
В 2007 году возглавил Омскую региональную группу федерального списка кандидатов ЛДПР в Государственную Думу Федерального Собрания Российской Федерации 5 созыва.
В декабре 2007 избран депутатом Государственной Думы Федерального Собрания Российской Федерации 5 созыва.
В феврале 2008 года Государственная Дума прекратила депутатские полномочия Овсянникова Владимира Анатольевича, на основании его письменного заявления. Сам Овсянников прокомментировал это переходом на должность заместителя руководителя центрального аппарата ЛДПР. Мандат перешёл Андрею Лебедеву.
2008—2010 — помощник заместителя председателя Государственной Думы Владимира Жириновского.
7 августа 2010 года был избран координатором (руководителем) Новосибирского регионального отделения ЛДПР,и возглавил список ЛДПР в Законодательное собрание Новосибирской области.
10 октября 2010 года был избран депутатом Законодательного собрания Новосибирской области. Вскоре Владимир Овсянников отказался от мандата депутата Новосибирского областного собрания и покинул пост координатора Новосибирского регионального отделения ЛДПР, сославшись на то, что переведён на работу в Краснодарский край.
С 2010 по 2011 — руководитель аппарата фракции ЛДПР в Государственной Думе Федерального Собрания Российской Федерации, исполняющий обязанности координатора Краснодарского краевого отделения ЛДПР.
В декабре 2011 года избран депутатом Государственной Думы Федерального Собрания Российской Федерации 6 созыва.
В настоящее время — депутат Государственной Думы Федерального Собрания Российской Федерации, первый заместитель руководителя фракции ЛДПР в Государственной Думе, член комитета ГД по обороне, член высшего совета ЛДПР, координатор Краснодарского регионального отделения ЛДПР.
7 июня 2013 года ЛДПР сообщила о намерении выдвинуть Владимира Овсянникова кандидатом на должность мэра Москвы.
По информации информационных агентств Владимир Овсянников отказался от участия в выборах мэра Москвы из-за возникновения неожиданной болезни (обширный инфаркт).
В июне 2013 года сложил полномочия. Вакантный мандат перешёл Анатолию Сикорскому.

## Награды
- Благодарность Президента Российской Федерации (12 июня 2013 года) — за большой вклад в развитие российского парламентаризма и активную законотворческую деятельность[10]

## Семья
Женат, имеет троих детей.